# Enrique Vila-Matas
Pour les articles homonymes, voir Vila et Matas (homonymie).
 (septembre 2014).
Si vous disposez d'ouvrages ou d'articles de référence ou si vous connaissez des sites web de qualité traitant du thème abordé ici, merci de compléter l'article en donnant les références utiles à sa vérifiabilité et en les liant à la section « Notes et références ».
Enrique Vila-Matas, né le 31 mars 1948 à Barcelone, est un romancier et essayiste espagnol.

## Biographie
Il naît en 1948, à Barcelone, au numéro 108 de rue Roger de Lauria, en face de l'ancien cinéma Metropol. Il étudie le droit et le journalisme. À dix-huit ans, il commence une série de collaborations pour la revue de cinéma Fotogramas, avec de fausses interviews, qui annoncent ses futurs vrais-faux romans. En 1968, il devient éditeur du magazine cinématographique Fotogramas et du magazine Destino. En 1970, il réalise deux courts métrages sur la destruction de la famille bourgeoise. Il est également acteur dans sept films catalans, tous interdits par la censure de Franco.
En 1971, il fait son service militaire à Melilla, où - dans l'arrière-salle d'une épicerie militaire - il écrit son premier roman Mujer en el espejo contemplando el paisaje. De retour à Barcelone, il travaille comme critique de cinéma pour les magazines Bocaccio et Destino.
À cette époque, Barcelone vit les derniers soubresauts du franquisme. C’est pourquoi, en 1974, il décide de partir pour Paris, et s’installe dans une chambre de bonne occupée auparavant par le dramaturge argentin Copi, que lui loue Marguerite Duras dans les combles de son appartement, 5 rue Saint-Benoît. Une période dont il rendra compte, bien plus tard, dans son bildungsroman París no se acaba nunca (Paris ne finit jamais, 2003). Il met à profit ce séjour de deux ans pour écrire La Lecture assassine (La asesina ilustrada, 1977), son deuxième roman. Entre-temps, en 1976, il rencontre Paula de Parme, qui deviendra son épouse.
De retour à Barcelone, il se plonge dans l’intense vie sociale et culturelle de la « gauche divine », jusqu’à atteindre un statut d'auteur « confidentiel » avec un troisième récit, Al sur de los párpados, paru à Madrid en 1980, et un premier recueil de nouvelles, Nunca voy al cine (1981), avant de devenir un auteur-culte avec Imposture (Impostura, 1984) et, surtout, grâce à son premier véritable succès, Abrégé d’histoire de la littérature portative (Historia abreviada de la literatura portátil, 1985). Il est déjà, à cette époque de sa carrière littéraire, sous l’aile protectrice de l’éditeur à la mode Jorge Herralde (Editorial Anagrama). Ses textes (romans et recueils de nouvelles) rencontrent un succès d’estime — en Espagne et aussi à l’étranger — qui ne se dément pas au fil des titres, toujours axés sur trois thèmes majeurs : la figure de l’écrivain et sa difficulté, voire son impossibilité, à écrire ; les rapports d’affrontement/soumission, en prolongement de la Lettre au père de Kafka, entre pères et fils ; l’éloignement des autres et de soi-même jusqu’à la disparition.
Dans Una casa para siempre (1988), un ventriloque prend congé du monde pour pouvoir assouvir une vengeance amoureuse ; Suicides exemplaires (Suicidios ejemplares, 1991), le roman se présente comme un manuel du ratage permanent ; Enfants sans enfants (Hijos sin hijos, 1994), aspire à rendre compte du refus obsessionnel de la répétition ; Loin de Veracruz (Lejos de Veracruz, 1995) est le roman de la haine familiale et de la fuite comme nourriture littéraire ; Étrange Façon de vivre (Extraña forma de vida, 1997) exprime le désir de métamorphose qu’habite tout écrivain ; Le Voyage vertical (El viaje vertical, 2000), lauréat du prix Rómulo-Gallegos, se veut le roman du « désapprentissage » dans un voyage à rebours, vers la non-intention, le non-vouloir, le non-voyage ; Bartleby et compagnie (Bartleby y compañía, 2001), enfin, bercé par le célèbre « I would prefer not to » (Je préférerais ne pas) du personnage de Melville (voir Bartleby), est un parcours empreint de mélancolie vers le non-agir et l´ascétisme littéraire.
La consécration définitive arrive avec Le Mal de Montano (El mal de Montano, 2003) qui obtient, coup sur coup, le prix Herralde, le prix national de littérature de la Generalitat de Catalogne, le prix Internazionale Ennio Flaiano et, en 2003, le Prix Médicis étranger. Ce roman est un condensé de l’univers vila-matien, où la littérature devient le personnage principal du récit à travers les deux personnages principaux, un père et un fils atteints de la maladie de la littérature. Une conception pathogène que le romancier devait compléter brillamment trois ans plus tard avec Docteur Pasavento (Doctor Pasavento, 2005), lauréat du prix Fundación Lara et du prix de la Real Academia Española, où la disparition est traitée comme l’une des modalités de l’écriture.
L’œuvre de Vila-Matas apparaît comme un exercice virtuose et ironique, où l’auteur, tel un funambule confronté au vide d’une « littérature qui parle de littérature », s’installe dans une véritable mise en abîme peuplée d’êtres réels ou fictionnels sur lesquels planent les anges tutélaires de Larbaud, Bove, Walser, Kafka...
Le funambulisme dans la vie est le thème de son livre, Explorateurs de l´abîme (Exploradores del abismo, 2007), recueil de nouvelles, où brille spécialement Parce qu'elle ne l´a pas demandé, dans lequel l´artiste Sophie Calle est le cœur de l'action.
C'est probablement le caractère anti-traditionnel de son écriture, ainsi qu’une attitude quelque peu provocatrice, que l’on retrouve aussi dans ses chroniques et essais : Le Voyageur le plus lent (El viajero más lento, 1992) ; El traje de los domingos, 1995 ; Pour en finir avec les chiffres ronds (Para acabar con los números redondos, 1997) ; Mastroianni-sur-Mer (Desde la ciudad nerviosa, 2000) ; Extrañas notas de laboratorio, 2003 ; Aunque no entendamos nada, 2004 ; El viento ligero en Parma, 2005.
Cette brume insensée (2019) met en scène, en personnage-narrateur, Simon Schneider, fournisseur de citations littéraires et traducteur préalable vétéran, durant trois jours de 2017, entre Cadaqués et Barcelone, peut-être à la rencontre de son énigmatique double, frère absent, avatar paranoïaque de Pynchon, cultivant l'art de disparaître vers des lointains éthérés, en ou hors littérature de non-fiction.
Ses romans et essais accordaient une attention particulière au thème des arts visuels dans des romans comme Impressions de Kassel et Marienbad electrico,.
Il est invité d'honneur de l’Oulipo en 2016.

## Œuvre

### Romans
- 1971 : Mujer en el espejo contemplando el paisaje
- 1977 : La asesina ilustrada La Lecture assassine[4], traduit par Pierre-Olivier Sanchez, Albi, Éditions Passage du Nord-Ouest, 2002
- 1980 : Al sur de los párpados
- 1984 : Impostura Imposture, traduit par Éric Beaumatin avec le concours de l'auteur, Paris, Christian Bourgois, 1996
- 1985 : Historia abreviada de la literatura portátil Abrégé d’histoire de la littérature portative, traduit par Éric Beaumatin, Paris, Chistian Bourgois, 1990
- 1995 : Lejos de Veracruz Loin de Veracruz, traduit par Denise Laroutis, Paris, Christian Bourgois, 2000
- 1997 : Extraña forma de vida Étrange Façon de vivre, traduit par André Gabastou, Paris, Christian Bourgois, 2000
- 1999 : El viaje vertical Le Voyage vertical, traduit par André Gabastou, Paris, Christian Bourgois, 2002
- 2001 : Bartleby y compañía Bartleby et compagnie, traduit par Éric Beaumatin, Paris, Christian Bourgois, 2002
- 2002 : El mal de Montano Le Mal de Montano, traduit par André Gabastou, Paris, Christian Bourgois, 2003
- 2003 : París no se acaba nunca Paris ne finit jamais, traduit par André Gabastou, Paris, Christian Bourgois, 2004
- 2005 : Doctor Pasavento Docteur Pasavento, traduit par André Gabastou, Paris, Christian Bourgois, 2006
- 2008 : Dietario voluble Journal volubile, traduit par André Gabastou, Paris, Christian Bourgois, 2009
- 2010 : Dublinesca Dublinesca, traduit par André Gabastou, Paris, Christian Bourgois, 2010
- 2010 : Perder teorías Perdre des théories, traduit par André Gabastou, Paris, Christian Bourgois, 2010
- 2012 : Aire de Dylan Air de Dylan, traduit par André Gabastou, Paris, Christian Bourgois, 2012
- 2014 : Kassel no invita a la lógica Impressions de Kassel, traduit par André Gabastou, Paris, Christian Bourgois, 2014
- 2016 : Marienbad eléctrico Marienbad électrique, traduit par André Gabastou, Paris, Christian Bourgois, 2015
- 2017 : Mac y su contratiempo Mac et son contretemps, traduit par André Gabastou, Paris, Christian Bourgois, 2017
- 2019 : Esta bruma insensataCette brume insensée, traduit par André Gabastou, Paris, Acte Sud, 2020, 246 pages, (ISBN 978-2-330-13946-9)
- 2022 : MontevideoMontevideo, traduit par André Gabastou, Paris, Acte Sud, 2023, 256 pages, (ISBN 978-2-330-18172-7)

### Recueils de nouvelles
- 1982 : Nunca voy al cine
- 1988 : Una casa para siempre
- 1991 : Suicidios ejemplares Suicides exemplaires, traduit par Éric Beaumatin avec le concours de l'auteur, Paris, Christian Bourgois, 1995
- 1993 : Hijos sin hijos Enfants sans enfants, traduit par André Gabastou, Paris, Christian Bourgois, 1999
- 1994 : Recuerdos inventados
- 2007 : Exploradores del abismo Explorateurs de l’abîme, traduit par André Gabastou, Paris, Christian Bourgois, 2008
- 2011 : Chet Baker piensa en su arte Chet Baker pense à son art, traduit par André Gabastou, Paris, Mercure de France, coll. « Traits et portraits », 2011
- 2013 : Niña
- 2018 : La modestia : antología de relatos La Modestie et autres récits, traduit par Éric Beaumatin et André Gabastou, Paris, Christian Bourgois, 2015

### Essais
- 1992 : El viajero más lento, édition augmentée en 2011 Le Voyageur le plus lent, traduit par André Gabastou et Denise Laroutis, Nantes, le Passeur-Cecofop, 2001 ; réédition, Paris, Christian Bourgois, coll. « Titres » no 49, 2007
- 1995 : El traje de los domingos
- 1997 : Para acabar con los números redondos Pour en finir avec les chiffres ronds : chroniques littéraires, traduit par Pierre-Olivier Sanchez, Albi, Éditions Passage du Nord-Ouest, 2004
- 2000 : Desde la ciudad nerviosa, édition augmentée en 2004 Mastroianni-sur-Mer[5], traduit par Pierre-Olivier Sanchez, Albi, Éditions Passage du Nord-Ouest, 2005
- 2003 : Extrañas notas de laboratorio, édition augmentée en 2007
- 2003 : Aunque no entendamos nada
- 2004 : El viento ligero en Parma
- 2008 : Ella era Hemingway. No soy Auster
- 2008 : Y Pasavento ya no estaba
- 2011 : Una vida absolutamente maravillosa. Ensayos selectos
- 2013 : Fuera de aquí, entretiens avec André Gabastou Vila-Matas, pile et face, rencontre avec André Gabastou, traduit par André Gabastou, Paris, Argol, coll. « Les singuliers », 2010
- 2014 : [escribir] París, en collaboration avec l'écrivaine argentine Sylvia Molloy
- 2015 : Marienbad eléctrico, sur la relation avec Dominique González–Foerster
- 2018 : Impón tu suerte
- 2019 : La tentación del fracaso : diario personal, 1950-1978

### Autre publication
- De l’imposture en littérature (De la impostura en literatura), dialogue entre Enrique Vila-Matas et Jean Echenoz, édition bilingue, dialogue traduit de l'espagnol par Sophie Gewinner et du français par Guadalupe Nettel, Saint-Nazaire, MEET, coll. « Les bilingues », 2008

## Distinctions

### Prix littéraires
- Bartleby et compagnie : Premio Ciudad de Barcelona (Prix Ville de Barcelone) (2000), Prix au meilleur livre étranger (2000) et Prix Fernando Aguirre-Libralire (2000), traduit en français par Eric Beaumatin
- Le Voyage vertical : Premio Rómulo Gallegos (2001)
- Le Mal de Montano : Premio Nacional de la Critica (Prix de la Critique espagnole) (2003), prix Herralde (2002), prix Médicis etranger (2003), Premio del Círculo de Críticos de Chile (2003), Premio Internazionale Ennio Flaiano (2006)
- Docteur Pasavento : Premio Fundación Lara 2006 et Premio de la Real Academia Española 2006. Premio Internazionale Mondello Cittá de Palermo 2009.
- Le Voyageur le plus lent (Il viaggatore piu lento) : Premio Internazionale Elsa Morante 2007
- Dublinesca: Prix Jean-Carrière 2010. (Nimes, France), Prix Leteo décembre 2010. (León, Espagne), Premio Internazionale Bottari Grinzaine. Mars 2011. (Torino, Italia)
- Air de Dylan : Premio Argital, ville de Bilbao 2012
- Explorateurs de l’abîme : Premio Gregor von Rezzori 2012. (Firenze; Italia)
- Impressions de Kassel : Premio Formentor de las Letras 2014 et Prix 2015 de littérature en langue romane de la Foire de Guadalajara (México)
- Prix national de littérature de la Generalitat de Catalogne (2016)

### Autres distinctions
- Chevalier de la Légion d'honneur (France)
- Officier de l'Ordre des Arts et des Lettres (à Paris le 18 avril 2013)